# ДА (тепловоз)
RSD-1 (ДА) — тепловоз типа 3о—3о и мощностью 1000 л. с., выпускавшийся фирмой American Locomotive Company (АЛКО) с 1942 по 1946 год. RSD-1 был разработан по требованию Транспортного корпуса США и конструктивно является шестиосной версией тепловоза RS-1. Изначально строились для Ирана, позже значительная партия (по советским данным — 70, из них 2 утонули в пути) этих тепловозов поступила в Советский Союз, где им присвоили обозначение ДА (дизельный локомотив компании АЛКО, изначально ДА20). В 1947 году в СССР начался выпуск тепловозов серий ТЭ1, которые являлись копией тепловозов ДА. В меньшем количестве тепловозы RSD-1 эксплуатировались на железных дорогах Северной Америки (США и Мексика).

## История
4-осные предшественники этого тепловоза строились в США, начиная с марта 1941 года и имели обозначение RS-1. В 1942 году была создана его 6-осная версия — RSD-1.
В 1943 году НКПС Советского Союза поставил вопрос о заказе в США серии таких тепловозов.
С июня 1945 года тепловозы серии ДА стали вводиться в эксплуатацию в СССР.
По сравнению с базовой версией тепловоза (RS-1) в этой модификации (по некоторым данным — специально для поставки в СССР) была изменена осевая формула для уменьшения нагрузки на рельсы: RS-1 — 20 — 20, ДА (RSD-1) — 30 — 30.
Первоначально полное наименование серии было ДА20, а с 1947 года начало встречаться (как в литературе, так и на самих тепловозах) обозначение просто ДА.

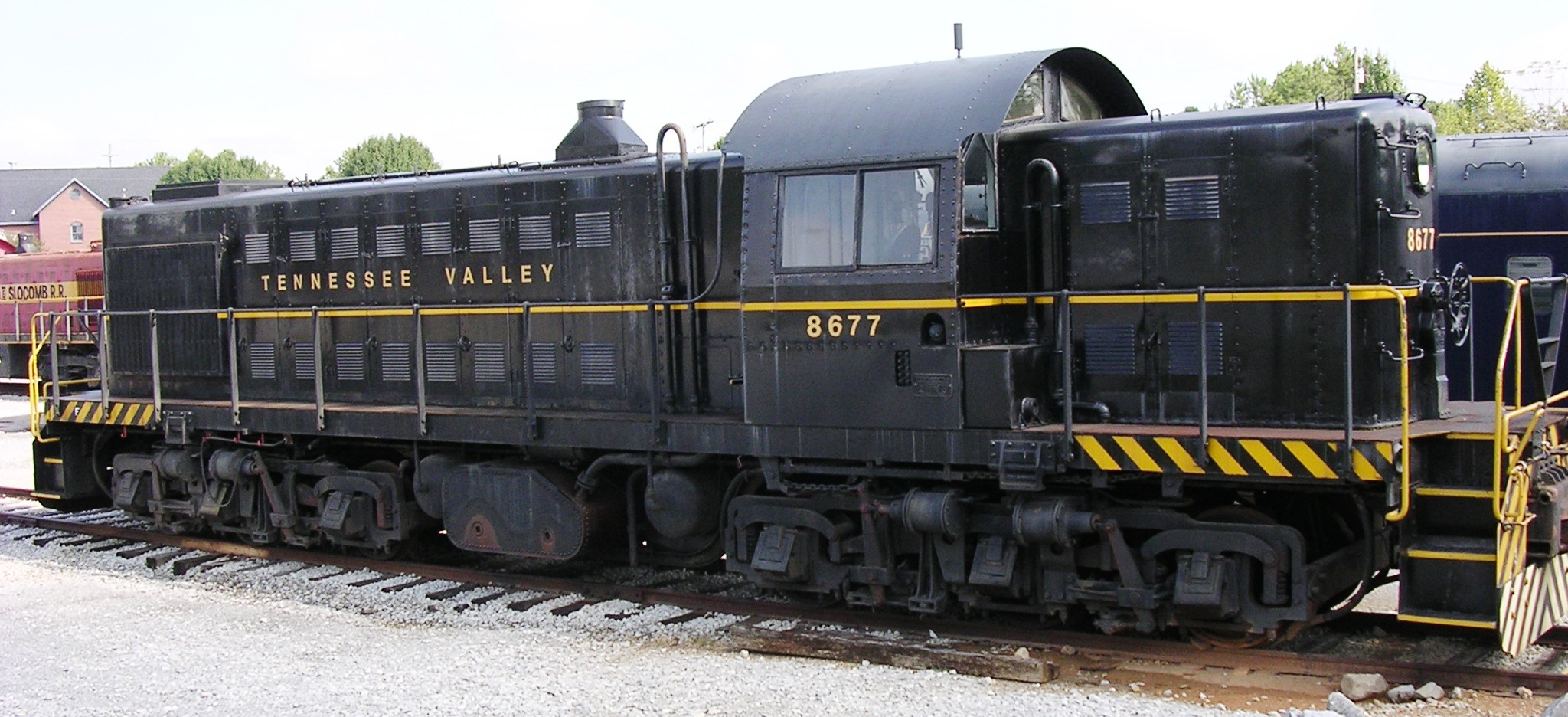
Тепловоз RSD-1 в железнодорожном музее Tennessee Valley, США

В Советский Союз тепловозы серии ДА поступали морским путём через Мурманский и Молотовский (около Архангельска) порты. После транспортировки тепловозы приходилось собирать, после чего их отправляли в подмосковное депо Раменское Московско-Рязанской железной дороги.
При подготовке в июле 1945 года локомотивов для правительственного поезда в Потсдам, где должна была состояться конференция трёх держав, было решено использовать в качестве локомотива прикрытия тепловоз ДА20-27. Вскоре после Можайска правительственный поезд остановился на подъёме из-за боксования паровоза. После этого паровоз был заменён тепловозом ДА20-27, который вёл поезд до Потсдама.
Всего из США в Советский Союз в первой половине 1945 года поступило 68 тепловозов серии ДА. Тепловозы ДА20-41 и ДА20-50 затонули при морской перевозке.

## Конструкция

### Механическая часть
Тепловоз ДА состоял из кузова капотного типа, опиравшегося на две трёхосные тележки. Кузов имел жесткую и прочную главную раму, на которой были установлены силовое и вспомогательное оборудование и кабина машиниста. Главная рама выполнена из двух продольных катаных балок специального профиля, соединенных приваренными к ним перемычками. В середине рамы имелся массивный постамент для дизеля и тягового генератора, а по концам продольных балок были поставлены буферные брусья, к которым крепились автосцепки и первоначально — буфера. Кузов был капотного типа: над оборудованием были смонтированы капоты, имевшие сбоку дверцы. Поэтому во время движения дизель и другое оборудование обычно не осматривались. Справа и слева от капотов находились открытые площадки. Главная рама опиралась на каждую тележку через пяту и два боковых скользуна.
Рама каждой тележки состояла из двух продольных брусковых балок толщиной 107,6 мм, двух поперечных литых балок и двух более легких концевых балок. К поперечным литым балкам крепилась продольная балка с подпятником, на который опиралась пята главной рамы кузова. Рессорное подвешивание тепловоза было одноступенчатым и включало в себя надбуксовые балансиры, винтовые пружины по концам тележек и листовые рессоры между колесами в вырезах боковин. Подшипники скольжения букс и моторно-осевые подшипники тяговых электродвигателей смазывались жидкой смазкой. Колеса имели диаметр 1016 мм, их бандажи не имели укрепляющих колец. Колёсные пары имели индивидуальный тяговый привод: каждая колёсная пара приводилась во вращение отдельным тяговым двигателем. Зубчатая передача от вала тягового электродвигателя к оси колесной пары была односторонней, жесткой, прямозубой с передаточным числом 75:16 = 4,69. Подвешивание тяговых двигателей было опорно-осевым.
Сбоку каждой тележки находились два тормозных цилиндра: один обеспечивал прижатие тормозных колодок к колёсам первой (или шестой на второй тележке) колесной пары, второй — к колёсам двух остальных колесных пар; нажатие колодок на колёса было односторонним.

### Дизель
На тепловозе был установлен шестицилиндровый четырехтактный дизель с вертикальным расположением цилиндров. Мощность дизеля — 1000 л.с. (при частоте вращения вала 740 об/мин); диаметр цилиндров — 317,5 мм (12,5"); ход поршней — 330,2 мм (13,0"); масса дизеля — 15,3 т.
Для достижения требуемой мощности дизель имел газотурбинный наддув по системе Бюхи. Отработавшие газы дизеля приводили во вращение турбину воздуходувки, от которой воздух давлением 1,3 атм подводился к всасывающим клапанам цилиндров. Повышение количества воздуха позволяло подавать в цилиндры больше топлива, что повышало мощность без увеличения температуры (давления) в цилиндрах. При этом тепловые напряжения оставались такими же, как в дизеле без наддува. Система Бюхи была применена на тепловозах еще в 1927 г., когда швейцарский локомотивостроительный завод в Винтертуре совместно с фирмой ВВС в Бадене построил дизель с наддувом. До выпуска дизелей с наддувом завод АЛКО строил подобные же дизели без наддува мощностью 660 л. с. — для маневровых тепловозов. С целью улучшения продувки цилиндров, усиления охлаждения клапанов и поршней у дизелей с наддувом был увеличен период одновременного открытия всасывающих и выпускных клапанов.
Частота вращения вала дизеля с помощью регулятора частоты вращения системы Вудварда поддерживалась на уровне заданной машинистом независимо от нагрузки на валу путем изменения подачи топлива в цилиндры. Нужную частоту вращения вала машинист устанавливал, управляя электромагнитными клапанами регулятора с помощью контроллера машиниста. На 1-й позиции главной рукоятки контроллера заданная частота вращения составляла 270 об/мин, на 2-й — 340, на 3-й — 405, на 4-й — 475, на 5-й — 545, на 6-й — 610, на 7-й — 675 и на 8-й — 740 об/мин. Пуск дизеля осуществлялся тяговым генератором, подключавшимся на момент пуска к аккумуляторной батарее и работавшим в этом режиме в качестве электродвигателя-стартера.
Охлаждение воды и масла дизеля осуществлялось в камере охлаждения (она же холодильная камера или холодильник). В ней размещались радиаторы охлаждения воды (21 секция) и масла (5 секций). Радиаторы обдувались вентилятором, который приводился во вращение от вала дизеля через ременную и зубчатую передачи.

### Электрооборудование
Тепловоз имел электрическую передачу постоянного тока. Дизель вращал вал тягового генератора типа GT-353-C3, вырабатывавшего постоянный ток для питания шести тяговых электродвигателей. Напряжение генератора — 380...900 В, номинальная мощность — 700 кВт; число полюсов — 8; масса — 4180 кг. На восьми главных полюсах размещались обмотка независимого возбуждения и пусковая обмотка.
Для возбуждения главного генератора использовался отдельный генератор постоянного тока — возбудитель. Номинальная мощность возбудителя — 5 кВт, максимальное напряжение — 70 В. Возбудитель и вспомогательный генератор были объединены в двухмашинный агрегат типа GMG-130A, вал которого приводился во вращение от вала дизеля через ременную передачу. Максимальная частота вращения валов возбудителя и вспомогательного генератора (при частоте вращения вала дизеля 740 об/мин) составляла 1776 об/мин.На всех тепловозах с электрической передачей, эксплуатировавшихся до этого в СССР машинисту было необходимо все время регулировать напряжение тягового генератора. В отличие от этих тепловозов, на тепловозах ДА возбуждение тягового генератора осуществлялось по схеме Лемпа. При этой схеме возбудитель имел на главных полосах две обмотки возбуждения — основную и противокомпаундную. Через противокомпаундную обмотку проходил ток силовой цепи тяговых электродвигателей, обеспечивая ограничение возбуждения возбудителя, а значит, и ограничение возбуждения тягового генератора. Такая схема приближала тяговую характеристику тепловоза к гиперболе. Ограничение по возбуждению приводило к тому, что тепловоз работал на полной мощности при скорости 20-25 км/ч, а при скорости 60 км/ч тепловоз развивал только около 55% максимальной мощности.
В режиме тяги тяговый генератор питал постоянным током 6 тяговых электродвигателей типа GE-731D. Максимальное напряжение двигателя — 130-168 В, длительный ток — 740 А, максимальная мощность — 99 кВт, максимальная частота вращения — 2200 об/мин, расход охлаждающего воздуха — 22,6 м3/мин. Суммарная максимальная мощность тяговых двигателей — 600 кВт. Тяговые электродвигатели имели принудительное воздушное охлаждение от двух вентиляторов, которые приводились во вращение от вала дизеля.
Для уменьшения мощности и размеров тягового генератора было предусмотрено автоматическое переключение тяговых двигателей с последовательного соединения на параллельное. При этом в области больших токов (и, следовательно, в области малых напряжений) двигателей использовалось последовательное соединение двигателей, а в области малых токов двигателей (и, соответственно, больших напряжений на них) — параллельное. Если же двигатели были бы всегда включены параллельно, то генератор должен был бы рассчитываться на максимальный суммарный ток всех двигателей. Переключение тяговых двигателей с одного соединения на другое выполнялось автоматически при помощи специального реле. На параллельном соединении тяговых двигателей было предусмотрено ослабление возбуждения. Ослабление возбуждения также включалось автоматически при помощи специального реле.
Поскольку ограничение возбуждения тягового генератора, переключение соединений тяговых двигателей и ослабление возбуждения выполнялись автоматически, в силовой цепи генератора и тяговых электродвигателей не было ни амперметра, ни вольтметра.
Низковольтные цепи тепловоза питаются постоянным током напряжением 75 В от вспомогательного генератора мощностью 5 кВт. Вспомогательный генератор вместе с возбудителем объединён в один двухмашинный агрегат, вал которого приводится во вращение от вала дизеля. При остановленном дизеле или неисправном вспомогательном генераторе низковольтные цепи питаются от свинцово-кислотной аккумуляторной батареи. Эта же батарея используется для запуска дизеля. Ёмкость батареи — 360 Ач, номинальное напряжение — 64 В, число аккумуляторов — 32.

## Эксплуатация
В марте 1945 года первая партия тепловозов ДА была отправлена на Ашхабадскую железную дорогу. Там для перевода с паровой тяги на тепловозную была выбрана линия Красноводск — Ашхабад — Мары — Зиадин длиной 1376 км. Выбор этой линии объяснялся двумя причинами. Во-первых, в безводной Туркмении перевод с паровой тяги на тепловозную позволил бы сократить расход воды и освободить локомотивы и вагоны, использовавшиеся для подвоза воды и мазута. Во-вторых, данная железная дорога эксплуатировала тепловозы серии Ээл, поэтому имела опыт эксплуатации тепловозов.
В июне 1945 года на этом участке Ашхабадской железной дороги тепловозы ДА начали вводить в эксплуатацию, что позволило заменить работавшие там паровозы СОк. Также тепловозы ДА были направлены на Орджоникидзевскую железную дорогу, где стали эксплуатироваться на участке Астрахань — Кизляр — Гудермес — Червленная. При этом на станции Гудермес на базе паровозного депо организовали тепловозное.
В связи с необходимостью ремонта тепловозов ДА и ДБ был построен Астраханский тепловозоремонтный завод.
В конце 40-х годов на базе тепловоза ДА был разработан тепловоз ТЭ1. Тепловоз был выполнен с повторением конструкции тепловоза ДА, однако в проект были внесены изменения в связи с переводом размеров с футов и дюймов на метрическую систему. Был изменён диаметр движущих колёс, заменено тормозное оборудование, диаметр цилиндров и ход поршней дизеля и некоторые другие параметры.
Первый тепловоз ТЭ1 Харьковский завод транспортного машиностроения выпустил в марте 1947 года.
Тепловозы эксплуатировались около 40 лет. Наибольшее количество тепловозов серии ДА было исключено из инвентаря железных дорог СССР в 80-х годах.